# Sport Boys Association
Club Sport Boys Association – peruwiański klub piłkarski z siedzibą w mieście Callao.

## Osiągnięcia

### Krajowe
- Primera División

| zwycięstwo (6):     | 1935, 1937, 1942, 1951, 1958, 1984                   |
| drugie miejsce (9): | 1938, 1950, 1952, 1959, 1960, 1966, 1976, 1990, 1991 |